# Brachoria insolita
Brachoria insolita är en mångfotingart som beskrevs av Keeton 1959. Brachoria insolita ingår i släktet Brachoria och familjen Xystodesmidae. Inga underarter finns listade i Catalogue of Life.